# Föreningen för Stockholms fasta försvar

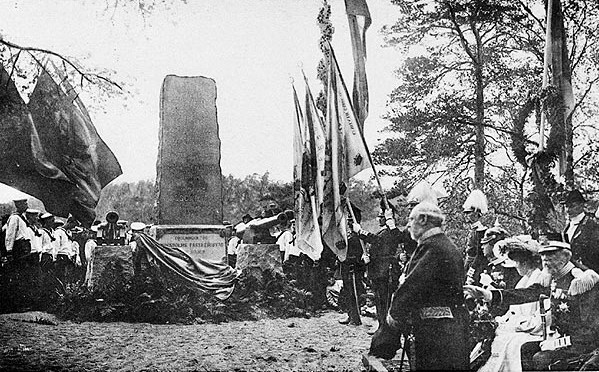
Avtäckning av Skogsömonumentet, 1905.

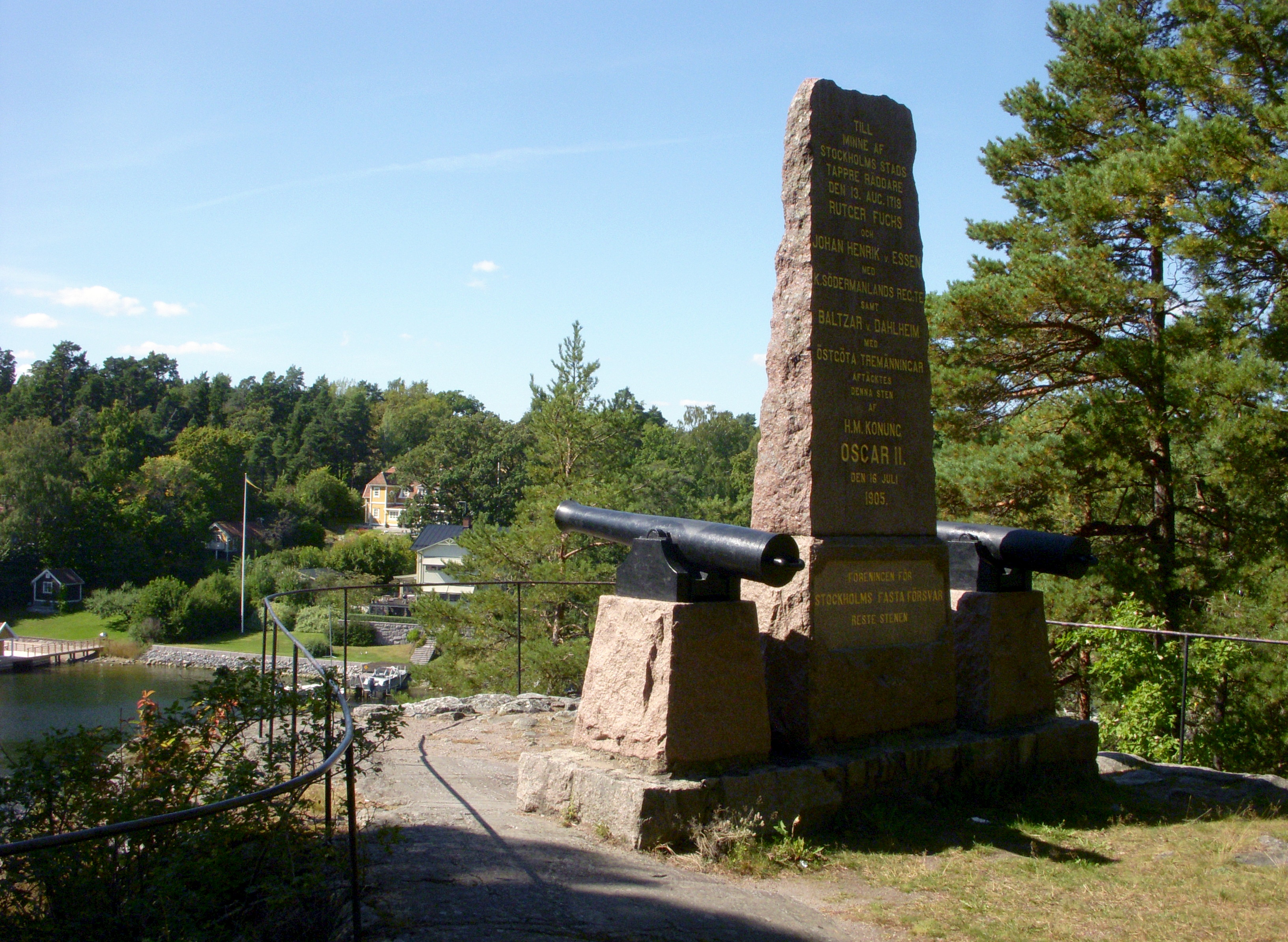
Monumentet över Slaget vid Stäket, 2015.

Föreningen för Stockholms fasta försvar (FFSFF) var en organisation som bildades 1902 med syftet att förstärka Stockholms fasta försvar. Ett resultat av FFSFF:s initiativ i samarbete med Palmqvistska fonden till Stockholms befästande blev den så kallade Korvlinjen med Norra Fronten och Södra Fronten. Många skyttevärn, batteriplatser och fort, byggda strax före och under första världskriget finns fortfarande bevarade. 
FFSFF grundades som en reaktion mot 1897 års härordning och 1901 års härordning, som man ansåg hade stora brister beträffande Stockholms försvar. Föreningen bildades 1902 av kammarherre Fredrik Wilhelm Edelsvärd och överste John Bratt. Tillsammans med andra välbärgade medborgare samlade de in pengar för att köpa mark och låta bygga försvarsanläggningar, "halfpermanenta befästningar, afsedda att försvaras af landstormstrupper till skydd mot öfverrumpling af hufvudstaden".
Medan FFSFF huvudsakligen ägnade sig åt den Södra Fronten var Palmqvistska fonden aktiv för tillkomsten av Norra Fronten. Under de första åren köpte FFSFF själv in mark samt mottog flera donationer. Köpe- och gåvobrev överlämnades sedan till Kungl. Maj:t. Åren 1902-22 överlämnades sammanlagt 775 000 kronor till staten.  Anläggningarna uppfördes av Svea ingenjörregementets IV:e arméfördelning under civil ledning och donerades sedan till militären.
År 1905 reste föreningen en minnessten, det så kallade Skogsömonumentet med två kanoner vid Baggensstäkets södra sida för att hedra och påminna om "Stockholms stads tappra räddare den 13 augusti 1719..." d.v.s. Slaget vid Stäket. Detta slag var den senaste gången som Stockholm utsatts för ett allvarligt militärt hot. Genom FFSFF:s försorg restes också 1912 en staty visande Kristina Gyllenstierna på Stockholms slotts yttre borggård.
1955 ombildades föreningen till Stiftelsen för Stockholms fasta försvar. Dess uppgift är att ekonomiskt stödja verksamhet för Stockholms försvar och främja frivillig verksamheten gällande beredskap mot krig och kriser. År 2007 delade stiftelsen ut bidrag på sammanlagt 1 625 000 kronor, bland annat till Röda Korset, Hemvärnet och Länsförbundet för krishantering.